# 亞納奧爾霍山 (聖阿納區)
13°06′58″S 75°02′30″W / 13.11611°S 75.04167°W
亞納奧爾霍山（Yana Urqu），是秘魯的山峰，位於該國中南部萬卡韋利卡大區，由卡斯特羅維雷納省的聖阿納區負責管轄，屬於瓊塔山脈的一部分，海拔高度5,000米。